# Lupko Ellen
Lupko Ellen (Gasselternijveenschemond, 1953) is een Nederlandse auteur en dichter. 
Ellen woont in Warffum, twintig kilometer ten noorden van de stad Groningen. Ten tijde van het schrijven van zijn eerste thriller werkte hij bij de publieke omroep in Hilversum. Dit leidde tot lange treinreizen; in totaal zo'n zes uur per dag. Tijdens deze treinreizen schreef Ellen de thriller Moddergraf, die in 2006 uitkwam bij Uitgeverij Passage. Veel passages van dit boek hebben ongeveer de lengte die in een treinreis van zes uur geproduceerd kan worden.
In 2009 verscheen Ellens tweede boek, eveneens bij Uitgeverij Passage. Deze thriller, getiteld Wraaktocht, kreeg vier sterren in de dertigste editie van de Detective & Thrillergids van het weekblad Vrij Nederland (2009). Het boek Wraaktocht speelt zich af in Nederland en Afghanistan. De recensent in de Boekenbijlage van NRC Handelsblad van 3 juli 2009 noemt Lupko Ellen naar aanleiding van diens boek Wraaktocht 'een groot schrijver'.
Het naar zich eerst liet aanzien laatste deel in de thrillertrilogie, getiteld Herenboer, verscheen op 22 januari 2011. Het werd genomineerd voor de Gouden Strop 2011 en kreeg evenals Wraaktocht vier sterren van Vrij Nederland. Na de trilogie verscheen alsnog een vierde deel met Ludde Menkema in de hoofdrol: Nachtengel (2013). Ook Nachtengel verdiende vier sterren in de Thrillergids, evenals de minithriller Hellig Vuur (2014).
Op 19 november 2015 verscheen De zussen Borgesius, het eerste spannende boek zonder Ludde Menkema. Zijn rol werd overgenomen door Guido Di Stefano, een Italiaanse Nederlander, die in De zussen Borgesius in een maalstroom van haat tussen twee zussen terechtkomt, een maalstroom die hem terug brengt naar Toscane, waar hij geboren en getogen is.
- Gemeinsame Normdatei: 1011875233
- International Standard Name Identifier: 0000 0003 6903 1553
- Library of Congress Control Number: nb2017001497
- Nederlandse Thesaurus van Auteursnamen: 07960174X
- Virtual International Authority File: 170919876
- WorldCat: E39PBJyMm7k9vC8XvrBGDMkCcP